# Marina Aitovová
Marina Alexandrovna Aitovová, rozená Koržovová (rusky Марина Александровна Аитова (Коржова); * 13. září 1982, Karaganda) je kazašská atletka, reprezentantka ve skoku do výšky. Jejím největším mezinárodním úspěchem je zlatá medaile z letní univerziády v Bangkoku z roku 2007.
Na mistrovství světa do 17 let v roce 1999 skončila společně s tehdy německou výškařkou, dnes Francouzkou Melanie Skotnikovou na čtvrtém místě. Je čtyřnásobnou účastnicí mistrovství světa, byť sítem kvalifikace prošla jen na MS 2007 v Ósace. Na Mistrovství světa v atletice 2009 v Berlíně byla první nepostupující do finále. Dvakrát reprezentovala na letních olympijských hrách. V Athénách 2004 neprošla z kvalifikace. O čtyři roky později skončila v Pekingu ve finále desátá.
Většinu svých úspěchů však zaznamenala na asijském kontinentu. V roce 2001 se stala juniorskou mistryní Asie. Má stříbrnou a zlatou medaili z Asijských her a také stříbro a bronz z asijského mistrovství v atletice.
V roce 2007 se stala vítězkou třineckého halového mítinku Beskydská laťka, byla druhá na Ostravské laťce a čtvrtá na hustopečském skákání. Všechny tři závody byly součástí tzv. Moravské výškařské tour.

## Úspěchy
| Rok  | Závod                             | Místo                       | Umístění    | Výkon  |
| ---- | --------------------------------- | --------------------------- | ----------- | ------ |
| 1999 | Mistrovství světa do 17 let       | Bydhošť, Polsko             | 4.          | 1,79 m |
| 1999 | Mistrovství Asie juniorů          | Singapur, Singapur          | 4.          | 1,79 m |
| 2000 | Mistrovství Asie v atletice 2000  | Jakarta, Indonésie          | 2.          | 1,83 m |
| 2000 | Mistrovství světa juniorů         | Santiago de Chile, Chile    | 9.          | 1,80 m |
| 2001 | Mistrovství Asie juniorů          | Bandar Seri Begawan, Brunej | 1.          | 1,85 m |
| 2002 | Mistrovství Asie v atletice 2002  | Colombo, Srí Lanka          | 3.          | 1,84 m |
| 2002 | Asijské hry                       | Pusan, Jižní Korea          | 2.          | 1,88 m |
| 2003 | Halové MS 2003                    | Birmingham, Anglie          | kvalifikace | 1,87 m |
| 2003 | Mistrovství světa v atletice 2003 | Paříž, Francie              | kvalifikace | 1,80 m |
| 2004 | Letní olympijské hry 2004         | Athény, Řecko               | kvalifikace | 1,85 m |
| 2006 | Asijské hry                       | Dauhá, Katar                | 1.          | 1,93 m |
| 2006 | Světový pohár                     | Athény, Řecko               | 3.          | 1,94 m |
| 2007 | Univerziáda                       | Bangkok, Thajsko            | 1.          | 1,92 m |
| 2007 | Mistrovství světa v atletice 2007 | Ósaka, Japonsko             | 7.          | 1,94 m |
| 2008 | Halové MS 2008                    | Valencie, Španělsko         | 5.          | 1,95 m |
| 2008 | Letní olympijské hry 2008         | Peking, Čína                | 10.         | 1,93 m |
| 2008 | Světové atletické finále          | Stuttgart, Německo          | 6.          | 1,94 m |
| 2009 | Mistrovství světa v atletice 2009 | Berlín, Německo             | kvalifikace | 1,92 m |

## Osobní rekordy
- hala – 196 cm – 30. ledna 2008, Chotěbuz
- venku – 199 cm – 13. července 2009, Athény – (asijský a národní rekord)